# Živije
Živije,  Zywie ali Żywie je bil po Janu Długoszu poganski bog poljskih Slovanov, ki ga je  Długosz označil za »boga življenja« (deus vitae). Gre za božanstvo, katerega ime je omenjeno le v Długoszevem panteonu. Niederle je ocenil, da bog Živije nima nikakršne zveze s polabsko boginjo z imenom Sivo (Živo). Na podlagi kasnejših virov to božanstvo nekateri primerjajo tudi z Devano in celo Pogodo